# Gnadenkirche (Mastholte)
Die Gnadenkirche ist ein profanierter, ehemals evangelisch-lutherischer Kirchbau im Rietberger Ortsteil Mastholte im Kreis Gütersloh, Nordrhein-Westfalen. Die Kirche gehört zur Evangelischen Kirchengemeinde Rietberg im Kirchenkreis Gütersloh der Evangelischen Kirche von Westfalen.

## Geschichte
Die Gnadenkirche wurde Mitte der 1950er Jahre errichtet. In den 1980er Jahren wurde das Gemeindehaus mit Backsteinfassade angebaut.
Auf Grund rückläufiger finanzieller Mittel und Kirchenbesucherzahlen beschloss das Rietberger Presbyterium, die Gnadenkirche in Mastholte zum Dezember 2011 aufzugeben. Zur Kirche gehören 800 Gemeindemitglieder. Das Landeskirchenamt der evangelischen Kirche von Westfalen bestätigte den Beschluss am 6. Dezember 2011. Der letzte Gottesdienst wurde am 26. Dezember 2011 gefeiert. Nach der Endwidmung sind die Taufschale und weitere Gegenstände in die verbleibende evangelische Kirche in Rietberg verbracht worden. Eine Nachnutzung ist noch ungeklärt (Stand: Dezember 2011).